# ピンポン野球
ピンポン野球（ピンポンやきゅう）は、野球を原型として考案されたピンポン球を使ったスポーツである。
2014年、神奈川県横浜市保土ケ谷区に住む平田小次郎によって考案された。ピンポン野球連盟があり、主にレジャースポーツとして愛好されているほか、リーグ戦・トーナメント戦も行われている。
空気の抵抗力を利用して様々な変化球を投げられる。

## ルール
野球と同様、2つのチームが攻撃と守備を交互に繰り返して勝敗を競う。
ピッチャーはキャッチャーに向かってボールを投げ、バッターはそれを打ち返す。
基本的なカウント
- 基本的なカウントの仕方は4ボール・3ストライク・3アウト交代である。
- 投手の投球が打者の身体に当たった場合は1ボールとなる。
- バッターは基本走塁無し。

ピッチャーからキャッチャーまでの距離
- 10.5m

その他のルール
- フェア/ファウルの分岐点は、一塁打線とファウルフラインの交点。
- ファウルライン上の打球はフェア(野球と同じ)。
- 各ヒットライン及び各バントライン上の打球は、打者から見て遠い方のゾーンに入っているものとみなす。
- ファンブルした球がファウル側にバウンドしても、１バウンドルールを適用する。
- 捕球位置の判断は、守備選手の体の位置ではなく、捕球したボールの位置で行う(野球と同じ)。

### 安打の数え方（日本ウィッフルボール協会採用ルール）
前述のとおり、必ずしも走塁は求められない。フライの打球が1塁打エリア(12から14m)に落ちた場合は安打、2塁打エリア(14から18m)に落ちた場合は二塁打となり、3塁打エリア(18から20m)、フェンスに当たった場合は三塁打、フェンスより外に落ちた場合は、本塁打としてカウントする。

### アウトになる場合
アウトとしてカウントされるのは、｢空振り/見逃し三振の場合｣・｢ファウルライン、フェアラインでフライの打球を取った場合｣・｢ゴロの打球を、直接フェアライン上で捕球した場合｣の3つである。

## 試合形式
- 攻撃側 → 相手投手が投げた球を打って、所定のエリアまで打球を飛ばすことによって出塁・得点を得る。
- 守備側 → 投手はKゾーンに向かってボールを投げる、相手に得点を与えないように打者をアウトにする。

- カウントの仕方や、3つアウトを取れば攻撃に移れる点など、野球と同様の部分もある。

## チーム編成（登録人数）
1チームは約4 - 9人の選手で構成される。 

投手含めフィールドプレーヤーは4人であり、指名打者は5人まで出場させることができる。
フィールド内人数
- ピッチャー+キャッチャー+レフト+ライト

## 用具
- ボール(ピンポン球):40mm硬式球
- バット規格:プラスチックバットに衝撃材を施したものに限る。バット自体のサイズは、コーティングを含め直径100mm以内。
- グローブの使用は自由
- 手袋は厚み5mm以内、粘着性の無いもの。
- 靴は、体育館の使用規定に従う。

## フィールドの形状・サイズ
フィールドは扇形である。